# Charles Desthieux
Pour les articles homonymes, voir Desthieux.
Charles Pierre Desthieux (Mâcon, 4 janvier 1862-Toulon, 22 février 1932) est un officier français.

## Biographie
Saint-cyrien de la promotion des Kroumirs, 1880-1882, il commande au début de la Grande Guerre le 302e régiment d'infanterie.
Dès le 24 août, le régiment subit de lourdes pertes en résistant à la pression allemande à Gouraincourt, sur le front de l'Argonne, puis, le 7 septembre, il reçoit l'ordre d'aller occuper la cote 293 à Rembercourt. Il est rapidement contraint de se replier sous les tirs d'enfilade de l'ennemi. C'est alors qu'il doit diriger la retraite de la brigade en remplacement du général Estève, qu'il est frappé de plusieurs balles, blessures mal guéries qui ne cesseront de le faire souffrir pendant toute la durée de la guerre et au-delà.
Il est cité à l'ordre de l'armée le 10 octobre 1914 : « Par son attitude énergique et calme, a contribué à maintenir sous le feu le plus violent les lignes de tirailleurs prises d'enfilade, et n'a quitté son poste de commandement que sur l'ordre de son Général. »
Il reprend le service actif dès le 5 décembre 1914 à la tête du 166e R.I. où il a dans son état-major l'avocat de Moro-Giafferi qui lui signale, par l'intermédiaire du poète Alexandre Mercereau, la présence au régiment de l'écrivain Louis Pergaud, prix Goncourt. Il s'ensuit des relations cordiales entre les deux hommes. Le colonel Desthieux, que Louis Pergaud qualifiait de « brave à trois poils » dans sa correspondance à ses proches, fait nommer l'écrivain au grade de sous-lieutenant.
Peu après, Desthieux, de nouveau affaibli par ses blessures, doit quitter le régiment au début d'avril 1915, et Louis Pergaud, blessé à l'attaque de la cote 233, à Marchéville dans la Meuse, est porté disparu.
Après un bref commandement intérimaire du 173e R.I., Desthieux dirige des groupes d'instruction puis est appelé, le 10 décembre 1916, à commander le 19e R.I. qui va quitter bientôt la zone de Verdun pour la région de Soissons.
L'abbé Joseph Cadiou, qui rédige l'historique des combats pour Les Cahiers du 19° R.I. décrit ainsi leur nouveau colonel dans le numéro d'octobre 1935 : « C'est un magnifique soldat, de belle carrure, dont la présence impose à ses officiers et à ses soldats. Il ne tardera pas d'ailleurs à gagner leur estime et leur affection par sa bonté, sa bonne humeur et son entrain ».
Au printemps 1917, c'est l'offensive du Général Nivelle. Le 19e est engagé face à la ligne Hindenbourg pour emporter le saillant de Laffaux au Chemin des Dames. Le 31 mars, le général Mangin, qui commande l'armée, rend visite au PC du colonel. Tous les comptes-rendus de patrouilles, de prisonniers, de l'aviation, indiquent que Laffaux était un bastion imprenable, sauf s'il était pulvérisé par des bombardements intensifs. Soucieux de la vie de ses hommes, c'est ce que le colonel fait observer au général qui lui répond : « Tout sera cisaillé par mon artillerie ; Laffaux sera détruit : vous pourrez progresser ».
Le 2 avril, malgré un bombardement incessant, les ouvrages bétonnés ne paraissaient pas avoir beaucoup souffert. Pourtant, l'attaque est fixée au 3 avril. Bien que les troupes d'assaut aient pu atteindre les premières maisons du village, elles sont repoussées, et ce n'est qu'au bout d'un mois, après des attaques multiples de régiments renouvelés à cadence rapide, et des pertes énormes, que le saillant de Laffaux peut être enlevé. Desthieux, comme son successeur, n'avait cessé « d'attirer l'attention du commandement sur les risques d'une pareille entreprise, sur la valeur défensive de Laffaux, sur l'insuffisante préparation de notre artillerie ».
Le 4 avril, il est relevé de son commandement et reprend la direction de centres d'instruction jusqu'à la fin des hostilités.
Nommé colonel honoraire, il est fait commandeur de la Légion d'honneur.
À sa mort, c'est Maurice Wallon, le petit-fils de l'auteur du fameux amendement, qui permit l'établissement de la Troisième République, président des anciens du 302e, qui prononce l'éloge funèbre dont : « Le Colonel Desthieux sut prêcher d'exemple, montrer une magnifique crânerie, rassurer les hommes par son calme et les entraîner par sa bravoure ».

## Distinctions
- Croix de guerre 1914–1918, palme de bronze (1915)
- Commandeur de la Légion d'honneur (1924)

## Famille
Fils de Jean, commissaire priseur et de Claudine Ferrand, il se marie à Jeanne Bertrand, fille d'un magistrat de la cour d'appel de Riom. Le couple aura deux fils : Jean, homme de lettres, et Raymond, officier de marine.